# Henri-Jacques Espérandieu
Henri-Jacques Espérandieu, né à Nîmes le 22 février 1829 et mort à Marseille le 11 novembre 1874, est un architecte  français. Il fait toute sa carrière à Marseille où il réalise quelques-uns des monuments les plus célèbres de la ville, notamment la « Bonne Mère » (Notre-Dame-de-la-Garde). 

## Biographie
Henri Espérandieu est né à Nîmes le 22 février 1829 dans une famille protestante. Il est d’abord placé à l’école mutuelle protestante où il se fait remarquer par son ardeur au travail. En 1840, son père obtient une bourse pour qu’il entre au collège royal de Nîmes où il manifeste son goût pour le dessin et les mathématiques.
Son observation des travaux de construction de l’église Saint-Paul, située à proximité de la maison paternelle, déclenche sa vocation : il sera architecte. Ces travaux sont effectués sous la direction de Charles-Auguste Questel, membre de l’Institut et architecte du palais de Versailles. Son père arrive à prendre contact avec Questel, qui s’engage à faire rentrer le jeune Espérandieu dans un cabinet d’architecture parisien.
Le 23 octobre 1845, Espérandieu quitte Nîmes pour se rendre à Paris en compagnie de son ami Ernest Roussel. Il loge chez son oncle, maître d’hôtel à Paris, et entre en octobre 1845 dans l’atelier de Léon Vaudoyer. Ce contact avec l’atelier est pour lui des plus heureux ; il écrit : « C’est un véritable plaisir de travailler dans ces ateliers, tout se fait en ordre, le plus fort vient en aide au plus faible».  Le 16 décembre 1846, il est reçu premier à l’école des Beaux-arts à Paris. Il réalise des études rémunérées pour alléger l’effort financier de son père. Il dessine les projets d’une gare, d’un pont suspendu, d’une maison de campagne, etc.
À partir de 1850, Charles-Auguste Questel le fait entrer dans son agence et l’associe à la mise au net des dessins définitifs pour l’église Saint-Paul de Nîmes. Questel, chargé de l’entretien du domaine de Versailles et des modifications à apporter au château, l’associe aux travaux et au suivi des chantiers.
À compter de mai 1852, Espérandieu partage son temps entre les ateliers de Questel et de Vaudoyer. Ce dernier, chargé de la construction de la cathédrale de la Major à Marseille, dont la première pierre est posée le 26 septembre 1852, propose à Espérandieu d’être son représentant sur place. Espérandieu n'est officiellement nommé inspecteur des travaux de la Cathédrale que le 22 mai 1854 : c’est le début de sa carrière d’architecte à Marseille, où il s’installe définitivement en 1855.
Il ne réalisera pas d'édifice dans sa ville natale en dépit de son projet pour l'église Saint-Baudile de Nîmes qui sera écarté par le jury.
Il meurt le 11 novembre 1874, à 45 ans, des suites d’une fluxion de poitrine contractée dans les cryptes de Notre-Dame de la Garde. Sa dépouille mortelle est transférée depuis son domicile, situé 59 rue Saint-Ferréol, jusqu'à la gare Saint-Charles, pour un enterrement au cimetière protestant de Nîmes, où son ami d’enfance, Ernest Roussel secrétaire de la Commission consultative des beaux-arts de la ville de Nîmes, prononce l’éloge funèbre.

## Réalisations

### Cathédrale de la Major
Henri Espérandieu est le directeur des travaux de construction de la cathédrale de la Major. À la mort de l’architecte Vaudoyer, le 9 février 1872, Espérandieu est chargé de la poursuite des travaux, mais il ne survivra que deux ans à son maître.

### Palais Longchamp
Henri Espérandieu est le concepteur et le réalisateur du palais Longchamp à la fois château d’eau où arrivent les eaux du canal de Marseille, musée des Beaux-Arts et muséum d’histoire naturelle. Un premier projet est réalisé par Jean-Charles Danjoy qui a reçu la commande du château Pastré. Au début de 1859, le maire Jean-François Honnorat demande au sculpteur Frédéric Auguste Bartholdi qui vient de remporter un concours pour une fontaine à Bordeaux, de faire un projet ; quatre propositions seront faites, mais aucune ne sera retenue. Après avoir pensé à faire appel à Pascal Coste, le maire Onfroy s’adresse en août 1861 au jeune architecte Henri Espérandieu qui réalisera son œuvre majeure. L’éviction de Bartholdi entraîne de violentes polémiques ; celui-ci met en œuvre toutes les relations dont il disposait avec la presse parisienne pour se faire reconnaître la paternité du projet de ce monument, un des chefs-d’œuvre de l’architecture du XIXe siècle. Bien que sa cause fût défendue par des maîtres du barreau (Raymond Poincaré), Bartholdi fut débouté par toutes les juridictions ; l'avocat d'Espérandieu était Ludovic Legré.

### Notre-Dame de la Garde

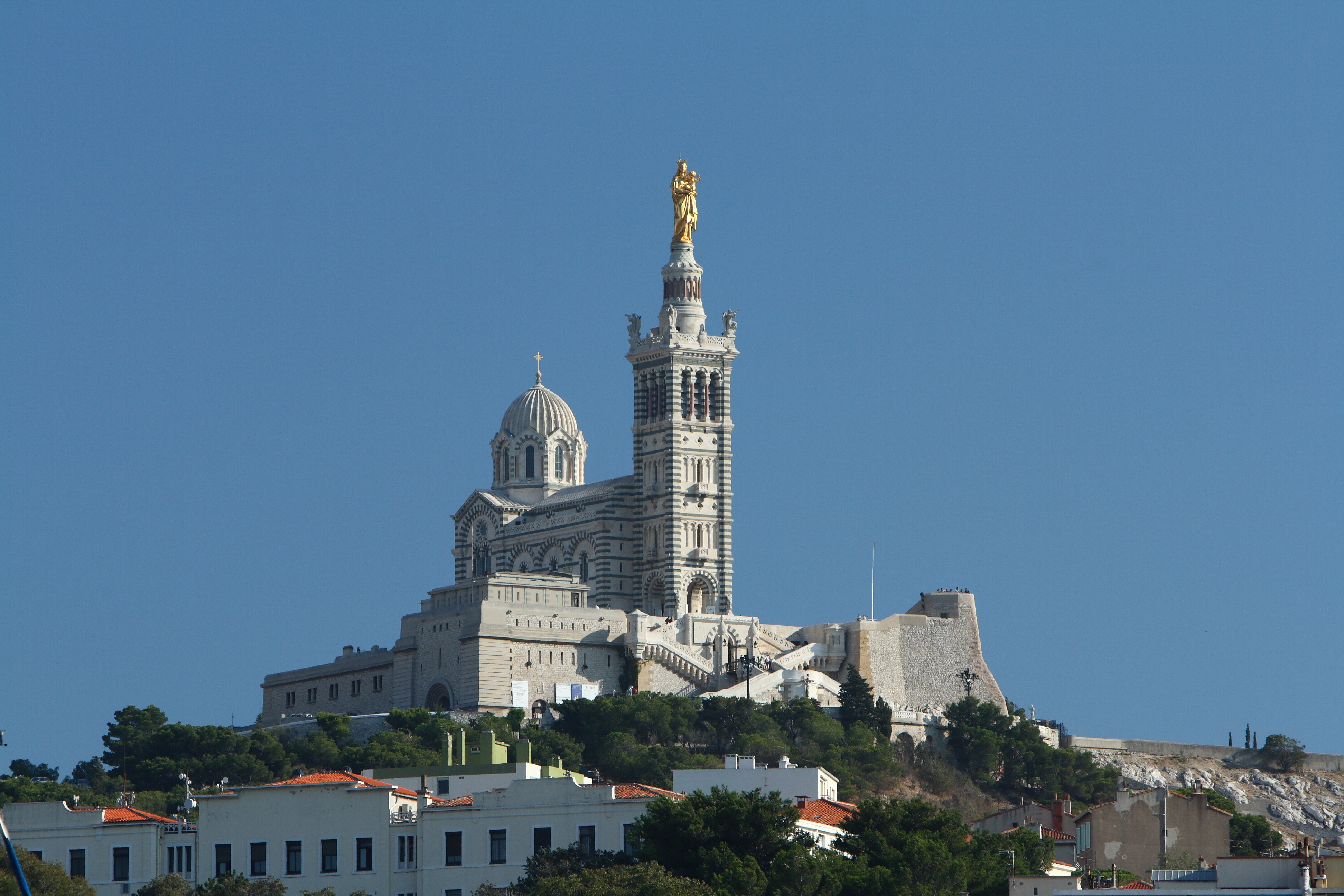
La basilique Notre-Dame-de-la-Garde

La construction de la basilique Notre-Dame de la Garde dure 21 ans et le bâtiment se trouve encore inachevé à la mort de l’architecte. Cette construction qui devait au départ n’être qu’un agrandissement de la chapelle médiévale se transforma, à la demande du père Bernard, aumônier et administrateur du sanctuaire, en la création d’un nouveau sanctuaire. Le 30 décembre 1852, le conseil d’administration, présidé par l’évêque Eugène de Mazenod, approuve le projet « romano byzantin » présenté par l’atelier Vaudoyer. Les plans étaient en fait élaborés par Espérandieu et Léon Vaudoyer avait simplement servi de prête-nom. La raison est vraisemblablement que Vaudoyer redoutait que l’on reproche à son élève et collaborateur son jeune âge, son manque de notoriété, mais aussi et surtout sa religion protestante. Léon Vaudoyer confirmera dans une lettre : « Je suis entièrement étranger à la conception comme à l’exécution de ce monument dont Espérandieu est le seul et véritable auteur ».

### Palais des Arts
La construction du palais des Arts est décidée par délibération du conseil municipal du 7 mars 1859. L’auteur du projet est Espérandieu qui aura pour conducteur des travaux Gaudensi Allar, frère aîné du sculpteur André-Joseph Allar.

### Vierge dorée
Le monument de la Vierge dorée a été élevé pour célébrer le dogme de l’immaculée conception. Espérandieu a dressé les plans de ce monument qui a été placé à l’extrémité du boulevard d’Athènes puis déplacé à l’angle de la rue des héros et du boulevard Voltaire pour faire place à la gare Saint-Charles et à son escalier monumental.

## Dessins d'architecture
- Monument à l'industrie, graphite, plume, encre noire et aquarelle, H. 43.3 ; L. 26.2 cm[10]. Paris, Beaux-Arts[11]. Concours d'émulation de l'ENSBA de 1851.

## Distinctions et décès
Par décret du 1er août 1868 il est fait chevalier de la Légion d'honneur.
Une rue de Marseille située à proximité du palais Longchamp porte son nom ainsi qu'un bateau de la ligne du Frioul.
Dans la cour d’honneur du palais des Arts est placé un monument à sa mémoire constitué par son buste sculpté par André-Joseph Allar posé sur un piédestal orné de médaillons représentant ses œuvres majeures (Notre-Dame de la Garde, Palais Longchamp, Palais des Arts) et réalisé par Joseph Letz.